# El Palmar, Tihuatlán
El Palmar är en ort i Mexiko.   Den ligger i kommunen Tihuatlán och delstaten Veracruz, i den sydöstra delen av landet, 220 km nordost om huvudstaden Mexico City. El Palmar ligger 42 meter över havet och antalet invånare är 583.
Terrängen runt El Palmar är huvudsakligen platt, men söderut är den kuperad. Runt El Palmar är det ganska tätbefolkat, med 179 invånare per kvadratkilometer. Närmaste större samhälle är Poza Rica de Hidalgo, 8,7 km söder om El Palmar. Omgivningarna runt El Palmar är en mosaik av jordbruksmark och naturlig växtlighet.